# Российское общество радиоинженеров
Российское общество радиоинженеров (сокр. РОРИ) — первое добровольное научно-инженерное объединение советских специалистов в области радиотехники, существовавшее с 1918 по 1925 годы. Согласно Уставу общества главными его задачами являлись содействие развитию радиотехники и радиотехнической промышленности в России и защита профессиональных интересов своих членов организации.

## История
Российского общество радиоинженеров было организовано 31 марта 1918 года в Петрограде в Центральной лаборатории Военного ведомства тридцатью четырьмя ведущими радиоспециалистами страны, среди которых 19 бывших офицеров русской армии и военно-морского флота, 12 инженеров местных заводов и организаций, 3 преподавателя вузов, 21 представитель различных сословий. Его председателем был избран профессор Владимир Константинович Лебединский, заместителем — военный инженер Александр Владимирович Водар, секретарём — инженер Радиотелеграфного завода Морского ведомства Николай Николаевич Циклинский.
После переезда правительства советской России в Москву в 1918 году совет Общества принял решение организовать свою работу также в столице. После переезда Лебединского в конце 1918 года в Нижний Новгород председателем был избран Михаил Васильевич Шулейкин.
В соответствии с Уставом организации от 4 августа 1920 года допускалось создание её региональных отделений, хотя ещё за год до этого — 12 июля 1919 года — оставшиеся в Петрограде члены РОРИ возобновили активное функционирование общества, образовав тем самым Петроградское отделение под руководством профессора Алексея Алексеевича Петровского. Кроме Петрограда, отделения открылись также в Нижнем Новгороде, Киеве, Одессе и Туркестане.
7 мая 1925 года по инициативе РОРИ состоялось празднование 30-й годовщины со дня изобретения радио Александром Поповым; выставки и доклады были проведены в Ленинграде в Электротехническом институте им. В. И. Ульянова (Ленина).
Несмотря на это, в 1925 году РОРИ прекратило своё независимое существование, став радиотехнической секции Всероссийской ассоциации инженеров. 25 февраля 1928 года в Ленинграде было зарегистрировано Русское общество радиоинженеров в Ленинграде, которое подразумевалось как возрождение оригинального общества. Однако уже 15 апреля 1929 года оно присоединилось к Обществу друзей радио.
Традиции РОРИ продолжило Российское научно-техническое общество радиотехники, электроники и связи имени А. С. Попова, основанное в 1945 году.